# Miasta Jamajki
Według danych oficjalnych pochodzących z 2011 roku Jamajka posiadała ponad 100 miast o ludności przekraczającej 1,7 tys. mieszkańców. Stolica kraju Kingston jako jedyne miasto liczyło ponad pół miliona mieszkańców; 3 miasta z ludnością 100–500 tys.; 1 miasto z ludnością 50–100 tys.; 2 miasta z ludnością 25–50 tys. oraz reszta miast poniżej 25 tys. mieszkańców.

## Największe miasta na Jamajce
Największe miasta na Jamajce według liczebności mieszkańców (stan na 04.05.2011):
| Lp. | Miasto         | Region          | Liczba ludności |
| --- | -------------- | --------------- | --------------- |
| 1.  | Kingston       | Kingston        | 584 627         |
| 2.  | Portmore       | Saint Catherine | 182 153         |
| 3.  | Spanish Town   | Saint Catherine | 147 152         |
| 4.  | Montego Bay    | Saint James     | 110 115         |
| 5.  | May Pen        | Clarendon       | 61 548          |
| 6.  | Mandeville     | Manchester      | 49 695          |
| 7.  | Old Harbour    | Saint Catherine | 28 912          |
| 8.  | Savanna-la-Mar | Westmoreland    | 22 633          |
| 9.  | Ocho Rios      | Saint Ann       | 16 671          |
| 10. | Linstead       | Saint Catherine | 15 231          |

## Alfabetyczna lista miast na Jamajce
Spis miast Jamajki powyżej 1,7 tys. mieszkańców według danych szacunkowych z 2011 roku:
- Above Rocks
- Albert Town
- Alexandria
- Alligator Pond
- Anchovy
- Annotto Bay
- Balaclava
- Bamboo
- Bath
- Bethel Town
- Black River
- Bluefields
- Bog Walk
- Brown’s Town
- Buff Bay
- Bull Savanna
- Cambridge
- Cascade
- Cave Valley
- Chapelton
- Christiana
- Claremont
- Clark’s Town
- Coleyville
- Constant Spring
- Croft’s Hill
- Dalvey
- Darliston
- Discovery Bay (Dry Harbour)
- Duncans
- Easington
- Ewarton
- Falmouth
- Frankfield
- Frome
- Gayle
- Golden Grove
- Gordon Town
- Grange Hill
- Green Island
- Guy’s Hill
- Hartland
- Hayes
- Highgate
- Hope Bay
- Hopewell
- Islington
- Kellits
- Lacovia
- Linstead
- Lionel Town
- Little London
- Lluidas Vale
- Lucea
- Lucky Hill
- Maggotty
- Malvern
- Manchioneal
- Mandeville
- Maroon Town
- Mavis Bank
- May Pen
- Moneague
- Montego Bay
- Moore Town
- Morant Bay
- Nain
- Negril
- Ocho Rios
- Old Harbour
- Old Harbour Bay
- Oracabessa
- Osbourne Store
- Petersfield
- Point Hill
- Port Antonio
- Port Maria
- Port Royal
- Portmore
- Porus
- Race Course
- Richmond
- Rio Bueno
- Riversdale
- Rocky Point
- Runaway Bay
- Saint Ann’s Bay
- Sandy Bay
- Sanguinetti
- Santa Cruz
- Savanna-la-Mar
- Seaford Town
- Seaforth
- Siloah
- Southfield
- Spanish Town
- Stony Hill
- Trinity Ville
- Ulster Spring
- Wakefield
- White House
- Williamsfield
- Woodpark
- Yallahs